# Cantón de Beaurepaire
El cantón de Beaurepaire (en francés canton de Beaurepaire) era una división administrativa francesa del departamento de Isère, en la región de Ródano-Alpes. Fue suprimido en 2015.

## Composición
El cantón estaba formado por quince comunas:
- Beaurepaire
- Bellegarde-Poussieu
- Chalon
- Cour-et-Buis
- Jarcieu
- Moissieu-sur-Dolon
- Monsteroux-Milieu
- Montseveroux
- Pact
- Pisieu
- Pommier-de-Beaurepaire
- Primarette
- Revel-Tourdan
- Saint-Barthélemy
- Saint-Julien-de-l'Herms

## Supresión del cantón
En aplicación del decreto n.º 2014-180 de 18 de febrero de 2014, el cantón de Beaurepaire fue suprimido el 1 de abril de 2015 y sus 15 comunas pasaron a formar parte del nuevo cantón de Roussillon.